# Clube Náutico Marcílio Dias
El Clube Náutico Marcílio Dias es un club de fútbol brasilero de la ciudad de Itajaí. Fue fundado en 1919 y juega en el Campeonato Catarinense y en el Campeonato Brasileño de Serie D.

## Fundación
Fue fundado el 17 de marzo de 1919 en Itajaí, ciudad portuaria ubicada en el litoral del estado de Santa Catarina, en el sur de Brasil. Inicialmente, su creación fue motivada para practicar deportes acuáticos, pero luego se agregaron otros deportes, como el tenis y el fútbol. Su nombre es un homenaje a un marinero del Imperio brasileño que murió en la batalla naval de Riachuelo en 1865, en la Guerra de la Triple Alianza, siendo considerado un héroe nacional por sus actos de valentía y coraje. Los colores son rojo y azul, en referencia a dos clubes náuticos con sede en Florianópolis: Martinelli (rojo) y Riachuelo (azul).

## Entrenadores
- Mauro Ovelha (?-julio de 2008)[4]
- Sérgio Ramírez (julio de 2008-?)[4]
- Agenor Piccinin (abril de 2013-?)[5]
- Paulo Turra (?-junio de 2013)[6]
- Guilherme Macuglia (noviembre de 2013-?)[7]
- Guilherme Macuglia (noviembre de 2014-febrero de 2015)[8][9]
- Leandro Campos (febrero de 2015-abril de 2015)[9][10]
- Mauro Ferreira (abril de 2015-?)[10]
- Mauro Ovelha (?-octubre de 2016)[11]
- Waguinho Días (julio de 2018-agosto de 2018)[12][13]
- Waguinho Dias (noviembre de 2018-abril de 2019)[14][15]
- Paulo Foiani (julio de 2019-noviembre de 2019)[16][17]
- Moisés Egert (diciembre de 2019-septiembre de 2020)[18][19]
- Teco (interino- septiembre de 2020)[19]
- Waguinho Dias (septiembre de 2020-febrero de 2021)[20][21]
- Teco (febrero de 2021-presente)[2]

## Presidentes
- José Carlos dos Santos (2014-2016)[22]
- Lucas Brunet (2016-2020)[11]
- Hercílio Mello (2020-2023)[1]

## Palmarés
Torneos regionales
- Recopa Sur-Brasileña (1): 2007

Torneos estatales
- Campeonato Catarinense (1): 1963
- Campeonato Catarinense Serie B (3): 1999, 2010, 2013
- Copa Santa Catarina (3): 2007, 2022, 2023